# Polystichum castaneum
Polystichum castaneum là một loài thực vật có mạch trong họ Dryopteridaceae. Loài này được (C.B. Clarke) B.K. Nayar & S. Kaur miêu tả khoa học đầu tiên năm 1972.